# Wincentowo (Szamotuły)
Pour les articles homonymes, voir Wincentowo.
Wincentowo (prononciation : [vint͡sɛnˈtɔvɔ]) est une localité polonaise du village d'Otorowo de la gmina de Szamotuły dans le powiat de Szamotuły de la voïvodie de Grande-Pologne dans le centre-ouest de la Pologne.
Elle se situe à environ 11 kilomètres au sud-ouest de Szamotuły (siège de la gmina et du powiat), et à 36 kilomètres au nord-ouest de Poznań (capitale de la Grande-Pologne).

## Histoire
De 1975 à 1998, la localité faisait partie du territoire de la voïvodie de Poznań.

Depuis 1999, Wincentowo est située dans la voïvodie de Grande-Pologne.